# Henri Vilbert
Henri Vilbert, all'anagrafe Miquely Henri Marcel Louis (Marsiglia, 6 aprile 1904 – Cagnes-sur-Mer, 20 aprile 1997), è stato un attore francese.

## Biografia
Specializzatosi inizialmente in ruoli di supporto, Henri Vilbert debuttò al cinema in un film tipicamente provenzale: Tartarin sur les Alpes, tratto dall'opera di Alphonse Daudet. In teatro, partecipò alla creazione di Marius e Fanny di Marcel Pagnol nel 1929 e nel 1931. Al cinema recitò in numerosi film di Marcel Pagnol, Henri-Georges Clouzot, Jacques Becker, ecc. Ha lavorato fino all'inizio degli anni '80, soprattutto in televisione, dove è apparso negli spettacoli Au théâtre ce soir e Les Cinq Derniers Minutes. 
È sepolto nel vecchio cimitero di Cagnes-sur-Mer, nelle Alpi Marittime.

## Premi principali
- Coppa Volpi per la migliore interpretazione maschile 1953 per Una signora per bene di Claude Autant-Lara

## Filmografia parziale
- Marius, regia di Alexander Korda (1931)
- Vita goliardica (Hôtel des étudiants), regia di Viktor Turžanskij (1932)
- Topaze, regia di Louis J. Gasnier (1933)
- Madame Bovary, regia di Jean Renoir (1933)
- Un oiseau rare, regia di Richard Pottier (1935)
- Il sentiero della felicità (Les Beaux jours), regia di Marc Allégret (1935)
- Mayerling, regia di Anatole Litvak (1936)
- L'assassino abita al 21 (L'Assassins habite... au 21), regia di Henri-Georges Clouzot (1942)
- Défense d'aimer, regia di Richard Pottier (1942)
- Mermoz, regia di Louis Cuny (1943)
- Roma ore 11, regia di Giuseppe De Santis (1952)
- Siamo tutti assassini (Nous sommes tous des assassins), regia di André Cayatte (1952)
- Manon delle sorgenti (Manon des sources), regia di Marcel Pagnol (1952)
- Una signora per bene (Le Bon Dieu sans confession), regia di Claude Autant-Lara (1953)
- Alì Babà (Ali Baba et les 40 voleurs), regia di Jacques Becker (1954)
- Proibito, regia di Mario Monicelli (1954)
- La vena d'oro, regia di Mauro Bolognini (1955)
- La ladra, regia di Mario Bonnard (1955)
- Le donne degli altri (Pot Bouille), regia di Julien Duvivier (1957)
- Città di notte, regia di Leopoldo Trieste (1958)
- Tabarin, regia di Richard Pottier (1958)
- La casa sul fiume (Guinguette), regia di Jean Delannoy (1959)
- Il conte di Montecristo (Le Comte de Monte-Cristo), regia di Claude Autant-Lara (1961)
- Le tentazioni quotidiane (Le Diable et les 10 commandements), regia di Julien Duvivier (1962)
- Uno dei tre (La Glaive et la balance), regia di André Cayatte (1963)
- Cucina al burro (La Cuisine au beurre), regia di Gilles Grangier (1963)
- Il clan dei marsigliesi (La Scoumoune), regia di José Giovanni (1972)
- L'affare Dominici (L'Affair Dominici), regia di Claude Bernard-Aubert (1973)
- La polizia indaga: siamo tutti sospettati (Les Suspects), regia di Michel Wyn (1974)
- Lo sconosciuto (Attention, les enfants regardent), regia di Serge Leroy (1978)